# I delitti di New Orleans
I delitti di New Orleans (Delta Heat) è un film statunitense del 1992 diretto da Michael Fischa.

## Trama
Il detective della squadra Omicidi di Los Angeles Mike Bishop indaga sull'omicidio del suo collega e compagno, trovato nelle paludi della Louisiana. Così decide di chiedere l'aiuto di un ex poliziotto Jackson Rivers che era stato gravemente ferito da un alligatore che lo ha costretto a lasciare la polizia.